# Bodovce
Bodovce (hongrois : Bodonlaka) est un village de Slovaquie situé dans la région de Prešov. Sa superficie est de 7 523 km2, son altitude de 450 mètres, et sa population d'environ 325 habitants.

## Histoire
La première mention écrite du village de Bodovce apparaît en 1427.

## Démographie

### Évolution de la population
| Année:               | 1994. | 2004.    | 2014.   | 2024.    |
| -------------------- | ----- | -------- | ------- | -------- |
| Nombre de personnes: | 277   | 321      | 334     | 392      |
| Différence:          |       | +15,88 % | +4,04 % | +17,36 % |

| Année:               | 2023. | 2024. |
| -------------------- | ----- | ----- |
| Nombre de personnes: | 392   | 392   |
| Différence:          |       | +0 %  |